# Open Workbench
Die Open Workbench ist eine frei verfügbare Projektmanagementsoftware und eine Alternative zu Microsoft Project. Sie unterstützt Projektleiter durch die grafische Aufbereitung des Projektablaufs. Die Anwendung leistet dies wahlweise über eine vorgefertigte Gantt-Darstellung, über Netzplandarstellungen oder aber über individuell sehr fein einstellbare Abwandlungen dieser Darstellungen.
Open Workbench ermittelt auch Informationen über den kritischen Pfad. Über die Autoplan-Funktion kann der Projektleiter seinen Projektplan automatisiert optimieren. Er kann dabei vorwärts, das heißt ab einem gegebenen, fixen Projektstart arbeiten, oder rückwärts, das heißt bei Beachtung eines fixen Enddatums vorgehen. Für den unternehmensweiten Einsatz (mit einer zentralen Datenbank) benötigen die Benutzer meist das kostenpflichtige Projekt- und Portfoliomanagement-System Clarity des Herstellers Computer Associates; begrenzt ist aber bei geschicktem Vorgehen auch ohne den Einsatz von Clarity ein reifes Multiprojektmanagement möglich.
Open Workbench stellt recht einfach einzustellende Abweichungsanalysen von einer Planbasis in einer druckbaren Übersicht dar und kann dabei je nach Vorlieben des Anwenders auch differenzierte Kosten- und Terminabweichungen sowie Ressourcen-Überlastungen berichten. Wenn erforderlich, können auch graphisch sehr komplexe Projektdarstellungen erzeugt werden: prozentualer Erledigungsgrad, Übereinstimmung mit der ursprünglichen Planung und viele weitere Parameter sind in der Bildschirmansicht und in der Druckversion vermittelbar.

## Freie Software
Der Quellcode von Open Workbench ist mit Ausnahmen frei verfügbar. Bis Januar 2011 gab es auf der Hersteller-Website ein Support-Forum. Grund für die Abschaltung sollen Sicherheitsprobleme gewesen sein (Auskunft eines deutschen Partners).